# Amycos
Pour les articles homonymes, voir Amycus.
Dans la mythologie grecque, Amycos, fils de Poséidon et de la nymphe Mélie, frère de Mygdon, est roi des Bébryces d'Asie Mineure, en Bithynie.
Il défiait tous les étrangers à la lutte et tuait les perdants. Les Argonautes, lors de leur passage, sont indignés par ce comportement et Pollux, le lutteur, enfonça le crâne d'Amycos d'un coup derrière l'oreille. Les Bébryces, voyant leur roi mort, attaquèrent l'équipage et furent facilement repoussés. Son fils, Butès, est mort de la main du troyen Darès, compagnon d'Énée que l’on retrouve au concours de ceste des funérailles d’Anchise en Sicile.

## Sources
- Apollonios de Rhodes, Argonautiques [détail des éditions] [lire en ligne], II, 1-97.
- Platon, Les Lois [détail des éditions] [lire en ligne], VII, 796 a.
- Hygin, Fables [détail des éditions] [(la) lire en ligne], XVII.
- Théocrite, XXII, 27 et suiv.
- Virgile, Énéide [détail des éditions] [lire en ligne], V, 365-375.